# Juan José Sicre
Juan José Sicre Vélez (Matanzas, Cuba, 19 de diciembre de 1898 – Cleveland, Ohio, Estados Unidos, 20 de agosto de 1974) fue un escultor cubano. Su más escultura más famosa es la de José Martí, ubicada en el Monumento Conmemorativo de la Plaza de la Revolución en La Habana.

## Biografía
Sicre se graduó de una academia de arte en La Habana en 1919 y obtuvo una beca de arte en Europa, estudiando en la Academia de Bellas Artes de San Fernando de Madrid y posteriormente con el maestro Antoine Bourdelle en París, regresando a Cuba en 1927.
Sicre, junto a Gattorno y el pintor Víctor Manuel introdujeron el estilo artístico moderno de Europa en La Habana, e iniciaron el Movimiento de Arte Moderno en Cuba. Colaboraba regularmente con la Revista de Avance, que ayudó a establecer una identidad nacional cubana en las artes entre 1927-1930. Sicre se convirtió en el profesor de escultura en la Academia Nacional de Bellas Artes San Alejandro.
Estuvo casado con Silvia D. Escoubet. Su hijo, Jorge Sicre Escoubet, vivía en Cleveland, Ohio siendo músico de orquesta y su nieto, Jorge Luis Sicre-Gattorno (1958-), es un reconocido pintor en los Estados Unidos.

## Obras

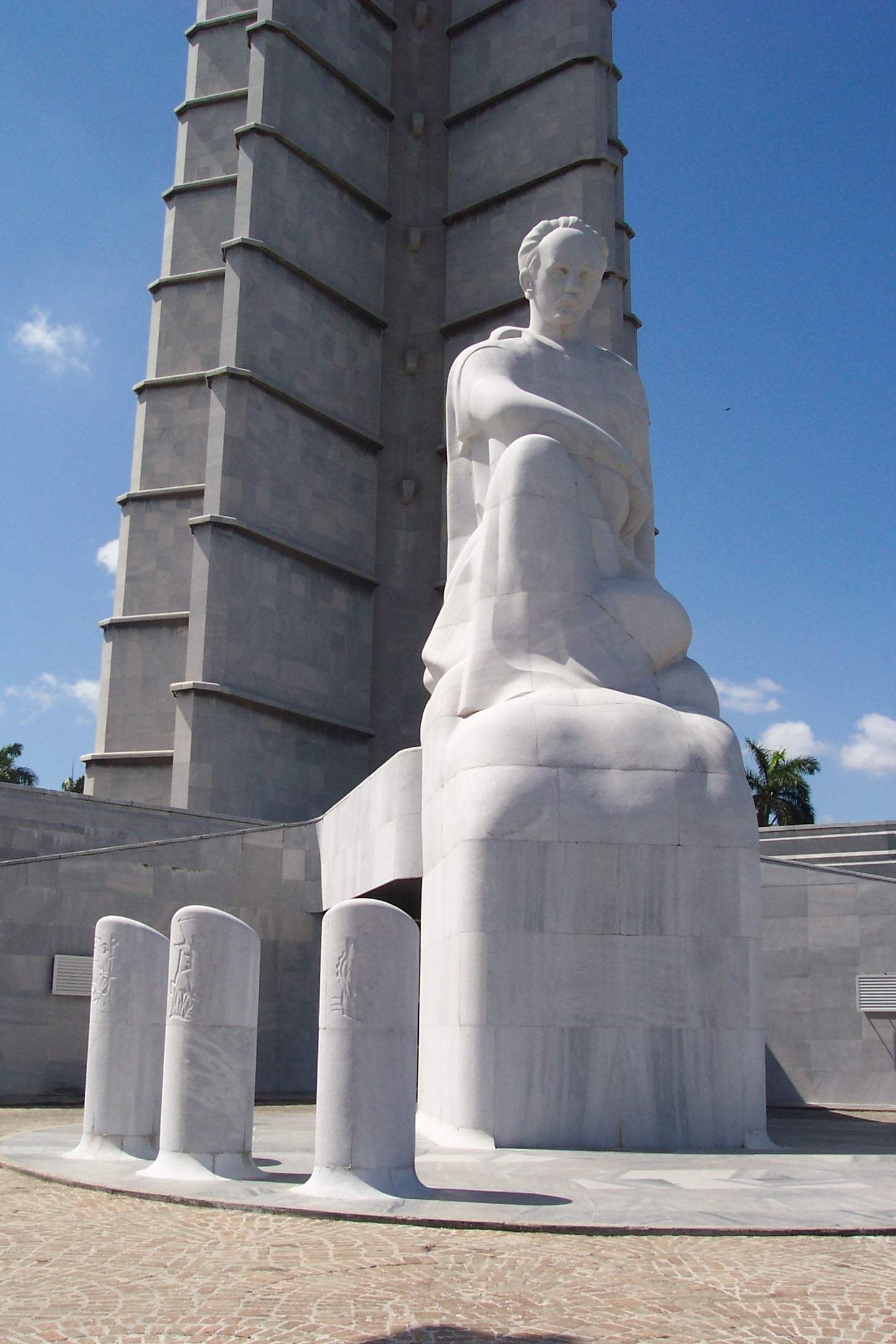
Estatua de José Martí, de Sicre

Sus obras más conocidas en Cuba son sus grandes monumentos a José Martí, Simón Bolívar y Víctor Hugo, todos ubicados en La Habana. También esculpió estatuas de Eugenio María de Hostos en la República Dominicana y de Alexandre Pétion y los Héroes de la Batalla de Vertières en Haití. 
En los Estados Unidos hizo un busto de John F. Kennedy en el Banco Interamericano de Desarrollo. También esculpió en Washington D. C. bustos of Henry Clay, José Cecilio del Valle y Rubén Darío en el Edificio de la OEA. En Gainesville, Florida, hizo una cabeza de bronce de Martí en el Centro de Estudios Latinoamericanos de la Universidad de Florida. En Caracas esculpió un monumento a Rómulo Gallegos.